# Danny Kortchmar

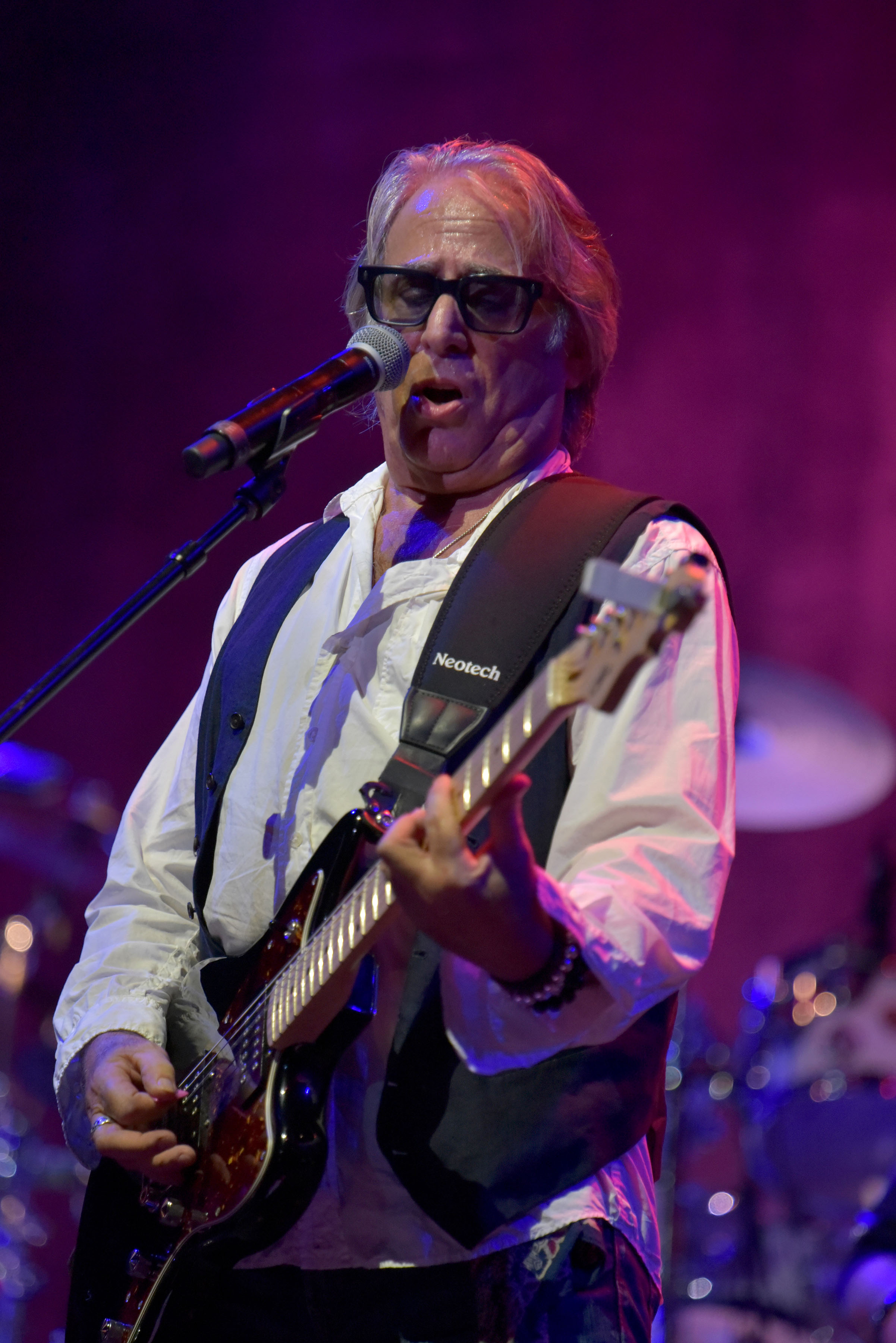
Danny Kortchmar

Danny „Kootch“ Kortchmar (* 6. April 1946 in New York; bürgerlich: Daniel Kortchmar) ist ein US-amerikanischer Rock-Gitarrist, Sänger, Songwriter und Produzent, der vor allem als Sessionmusiker für andere Musiker bekannt wurde.

## Leben
Mitte der 1960er Jahre spielte er zunächst bei einigen lokalen Bands wie The Kingbees und The Flying Machine, die er zusammen mit seinem Freund James Taylor gegründet hatte. 1967 schloss er sich dann den Fugs an, bis er zusammen mit dem Bassisten Charles Larkey die Band verließ und nach Kalifornien zog. Zusammen mit Carole King gründeten die beiden dann The City. Die Band trennte sich jedoch 1969 nach nur einem Album wieder. Kortchmar betätigte sich vermehrt als Studiomusiker, und so spielte er 1970/71 auf James Taylors Alben Sweet Baby James und Mud Slide Slim and the Blue Horizon sowie auf Carole Kings Album Tapestry.
Kortchmar gründete einige Zeit später zusammen mit dem Bassist Leland Sklar, dem Schlagzeuger Russ Kunkel und dem Keyboarder Craig Doerge die Formation „The Section“, die an der Westküste der USA eine gefragte Studio-Band wurde und selbst zwischen 1972 und 1977 drei Alben produzierte.
1973 brachte Kortchmar sein Solo-Debüt Kootch auf den Markt. Erst 1980 folgte Innuendo. Er arbeitete weiterhin als gefragter Studiomusiker, zum Beispiel für Linda Ronstadt, Jackson Browne, Warren Zevon und Harry Nilsson. 1982 war er Ko-Autor einiger Songs von Don Henleys Solo-Debüt I Can't Stand Still, darunter Dirty Laundry. Zu diesem Zeitpunkt begann Kortchmar erstmals auch Alben zu produzieren, unter anderem von Neil Young, Billy Joel, Toto und Jon Bon Jovi.
Mitte der 1990er Jahre produzierte Kortchmar Alben von den Spin Doctors und Freedy Johnston und schloss sich kurzzeitig den Fabulous Thunderbirds an.
Er ist Koautor des 2012 von Joe Bonamassa veröffentlichten Songs Driving Towards The Daylight.
2018 gründete er mit ehemaligen Mitgliedern von The Section eine neue Band The Immediate Family.